# Eva Riccioli

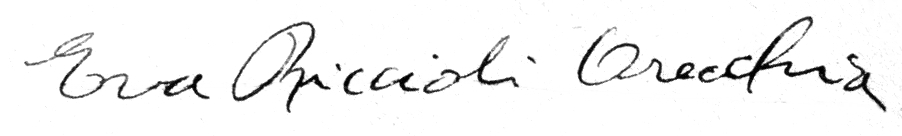
Firma di Eva Riccioli Orecchia

Eva Riccioli, nota anche come Eva Riccioli Orecchia (Torino, 19 marzo 1909 – Firenze, 18 aprile 1995), è stata una musicista, editrice e compositrice italiana.

## Opere parziali

### Spartito musicale
- Tre liriche per canto e pianoforte: Ninna nanna: Autori: Eva Riccioli. Firenze: Firenze: A. Forlivesi & C. (1928)[2]
- Tre liriche per canto e pianoforte: La montanina: Autori: Eva Riccioli. Firenze: Firenze: A. Forlivesi & C. (1928)[3]
- Tre liriche per canto e pianoforte: Bel cavaliere: Autori: Eva Riccioli. Firenze: Firenze: A. Forlivesi & C. (1928)[4]
- Sogno di bimba: cinque piccole liriche per pianoforte: Autori: Eva Riccioli. Firenze: A. Forlivesi & C. (1928)[5]
- Danza esotica: per pianoforte - Autori: Eva Riccioli. Firenze: A. Forlivesi, (1929)
- E lo mio cor s'inchina: madrigale a 4 voci: Autori: Eva Riccioli. Firenze: R. Maurri (1936)
- Fiorita di canti: Cori per fanciulli: Autori: Eva Riccioli. Firenze: R. Maurri (1936)[6]
- Liriche, per canto e pianoforte: - Autori: Eva Riccioli, Giovanni Pascoli, Rudyard Kipling, Johann Wolfgang von Goethe, Margherita Cagliagli. Firenze: Mignani (1941)[7]
- Il talismano: azione scenica in un atto tratta da una vecchia novella popolare: Autori: Ciotto Clerici Neri, Eva Riccioli Orecchia (1941)[8]
- Figurazioni irregolari: Regola teorico pratica per l'insegnamento del solfeggio nei conservatori: Autori: EvFirma di Eva Riccioli Orecchiaa Riccioli. Firenze: Tip. G. E P. Mignani (1949)[9]
- Sonata (1714): Autori: Giuseppe Valentini, Eva Riccioli. Firenze: Edizioni musicali OTOS (1960)
- I due baroni di Rocca Azzurra: intermezzo in 2 parti a 5 voci - Autori: Domenico Cimarosa, Vito Frazzi, Eva Riccioli. Siena od. Firenze (1963)
- Adina, ovvero, Il califfo di Bagdad: farsa in 1 atto in 2 parti - Autori: Gioacchino Rossini, Gherardo Bevilacqua Aldobrandini, Eva Riccioli. Firenze: Edizioni musicali OTOS, (1967)
- Falstaff ovvero le tre burle: opera comica in 2 atti (portata a 3 atti) - Autori: Antonio Salieri, Eva Riccioli Orecchia. Firenze: Edizioni musicali OTOS (1968)[10]
- Falstaff - Autori: Antonio Salieri, Carlo Prospero De Franceschi, Eva Riccioli, William Shakespeare. Firenze: Edizioni musicali OTOS (1969)
- Edipo a Colono: 3 atti - Autori: Antonio Sacchini, Nicolas François Guillard, Eva Riccioli Orecchia, Kurt Honolka. Firenze: Edizioni musicali OTOS (1969)
- Concertino per saxofono: - Autori: Eva Riccioli Orecchia. Firenze: Edizioni musicali OTOS (1969)
- Concertino per saxofono e pianoforte: - Autori: Eva Riccioli Orecchia. Firenze: Edizioni musicali OTOS (1969)
- Sacro mistero: poema sinfonico-corale - Autori: Eva Riccioli Orecchia, Giovanni Pascoli, Vito Frazzi. Firenze: Edizioni musicali OTOS (1969)
- Momento pianistico: - Autori: Eva Riccioli. Firenze: Edizioni musicali OTOS (1969)
- Concertino, per clarinetto: - Autori: Eva Riccioli. Firenze: Edizioni musicali OTOS (1969)[11]
- Concertino, per clarinetto e pianoforte: - Autori: Eva Riccioli. Firenze: Edizioni musicali OTOS (1969)
- Cara lettera ...: Autori: Eva Riccioli. Firenze: Edizioni musicali OTOS (1969)[12]
- L'occasione fa il ladro: ossia "Il cambio della valigia" (Venezia (1812): canto e piano - Autori: Gioacchino Rossini, Eva Riccioli, Willi Wöhler, Luigi Prividali. Firenze: Edizioni musicali OTOS (1969)[13]
- La Zingara: Intermezzo in 2 parti. Riduzione per canto e pianoforte. (English version by Philippe Perrottet) - Autori: Rinaldo da Capua, Eva Riccioli. Firenze: Edizioni musicali OTOS (1969)
- Le confessioni di S. Agostino: per canto e pianoforte - Autori: Eva Riccioli. Firenze: Edizioni musicali OTOS, (1970)
- Ricercare: Autori: Eva Riccioli. Firenze: Edizioni musicali OTOS, (1970)
- Ballo delle ingrate: in genere rappresentativo: Autori: Claudio Monteverdi, edizione critica a cura di N. Anfuso, A. Gianuario, realizzazione del "continuo" di Vito Frazzi e Eva Riccioli Orecchia Firenze: Edizioni musicali OTOS, (1971)
- Le convenienze e inconvenienze teatrali: opera giocosa in 2 atti - Autori: Gaetano Donizetti, Eva Riccioli. Firenze: Edizioni musicali OTOS, (1971)
- Il re del dolore, in Gesù Cristo Signor nostro coronato di spine, e mostrato col nome d'uomo a i Giudei; azione sacra, rappresentata per la Settimana Santa: - Autori: Antonio Caldara, Pietro Pariati, Eva Riccioli, Vito Frazzi. Firenze: Edizioni musicali OTOS (1972)
- Sinfonia: Cantata a voce sola con violini - Autori: Alessandro Scarlatti; Eva Riccioli. Firenze: Edizioni musicali OTOS (1973)
- Ultimo notturno: (per tre strumenti) - Autori: Eva Riccioli. Firenze: Edizioni musicali OTOS (1975)[14]
- Le nozze di Camaccio: intermezzo al "Don Chisciotte" - Autori: Vito Frazzi, Eva Riccioli. Firenze: Edizioni musicali OTOS (1975)
- Adina, ovvero, Il califfo di Bagdad: farsa in 1 atto in 2 parti - Autori: Gioacchino Rossini, Gherardo Bevilacqua Aldobrandini, Eva Riccioli. Firenze: Edizioni musicali OTOS, (1977)
- La Zingara: O la bohèmienne. Intermezzo in 2 parti. Autori: Eva Riccioli. Firenze: Edizioni musicali OTOS (1982)
- Te Deum: - Autori: Antonio Salieri, Eva Riccioli Orecchia. Firenze: Edizioni musicali OTOS (?)
- "Acqua non è l'umor-"; "Chi se po'slegar d'amore": - Autori: Bartolomeo Tromboncino, Eva Riccioli. Firenze: Edizioni musicali OTOS (?)
- Il medico per forza: atto unico - Autori: Eva Riccioli. Firenze: Edizioni musicali OTOS, (1993)
- Deh! Pietà: aria per contralto o mezzo-soprano con accompagnamento di pianoforte: dalla seconda parte dell'oratorio "Giuseppe" - Autori: Antonio Caldara, Vito Frazzi, Eva Riccioli Orecchia. Firenze: Edizioni musicali OTOS (?)
- Sonata: - Autori: Giuseppe Valentini, Eva Riccioli  Alessandro Scarlatti, Bartolomeo Tromboncino. Firenze: Edizioni musicali OTOS (?)
- Le convenienze teatrali: opera giocosa in 2 atti - Autori: Gaetano Donizetti, Eva Riccioli. Lucca Otos (2000)
- Deh sciogliete, o mesti lumi: alto & tenor trombones, soprano & keyboard - Autori: Antonio Caldara, Vito Frazzi, Eva Riccioli Orecchia. Coventry, England: Warwick Music (2005)
- La Passione di Gesù Cristo Signor nostro: oratorio - Autori: Antonio Caldara, Eva Riccioli Orecchia, Vito Frazzi. Firenze: Edizioni musicali OTOS (?)
- Giuseppe: azione sacra - Autori: Antonio Caldara, Eva Riccioli Orecchia Vito Frazzi. Firenze: Edizioni musicali OTOS (?)
- Giuseppe: oratorio - Autori: Antonio Caldara, Eva Riccioli Orecchia Vito Frazzi. Firenze: Edizioni musicali OTOS (?)
- Alì Babà: Autori: L. Cherubini, Vito Frazzi, Eva Riccioli Orecchia (?)
- Il medico per forza: Autori: Eva Riccioli Orecchia, Mario Verdone. Accademia Musicale Chigiana

### CD musicali
- Le convenienze e inconvenienze teatrali: opera giocosa in due atti - Autori: Gaetano Donizetti, Andrea Concetti, Enrique Mazzola, Eva Riccioli, Luciana Serra, Sabrina Vitali, Royal Northern College of Music. Milano: Kicco Music (2000)[15]